# Huang Kunming
Huang Kunming är en kinesisk kommunistisk politiker på ledande nivå. Han är partichef i Guangdong och är sedan 2017 ledamot i politbyrån i Kinas kommunistiska parti.
Huang ryckte in i Folkets befrielsearmé 1974 och gick med i Kinas kommunistiska parti 1976. Han är en av Xi Jinpings skyddslingar och arbetade nära med Xi båda var verksamma i Zhejiang-provinsen.